# NGC 1580
NGC 1580 ist eine Balken-Spiralgalaxie vom Hubble-Typ SBbc im Sternbild Eridanus am Südsternhimmel. Sie ist schätzungsweise 187 Millionen Lichtjahre von der Milchstraße entfernt und hat einen Durchmesser von etwa 50.000 Lichtjahren.
Im selben Himmelsareal befinden sich u. a. die Galaxien NGC 1600, NGC 1601, IC 372, IC 373.
Das Objekt wurde am 18. Januar 1877 von Édouard Stephan entdeckt.